# Anitápolis
Anitápolis là một đô thị thuộc bang Santa Catarina, Brasil. Đô thị này có diện tích 542 km², dân số năm 2007 là 3175 người, mật độ 5,5 người/km².